# Phare de Kribi
Phare de Kribi est un monument historique situé dans la ville côtière Kribi au Cameroun et ouvert sur l'océan Atlantique .

## Histoire
Construit en 1906 par les allemands, il a été un haut lieu d’exportation des denrées de l’exploitation coloniale. Comme le cacao, le bois, le café, le caoutchouc, l'ivoire. Cette structure imposante sert non seulement d’aide à la navigation pour les navigateurs, mais elle symbolise également l’héritage maritime de la ville. aujourd'hui c'est un lieu de recueil pour les descendants de ses esclaves déportés.

## Géographie
Le Phare de Kribi, se trouve dans le sud du Cameroun, sur la rive gauche de l’embouchure de la Kienké, il est accessible depuis la plage, il est en forme de tour cylindrique en béton, surmonté d’une lanterne en tôle peinte en rouge à 18 m de hauteur.  Au sommet se trouve une girouette avec une oriflamme qui donne un aspect désuet à cet édifice. L'intérêt du lieu est à vue sur la mer et la plage. Le feu vert d’entrée du port se situe sur le clocher de la cathédrale située en retrait à 30 m de hauteur.
Juste à côté se trouve un monument en forme de base surmontée d’une pyramide. Il évoque la tragédie des Batanga.
La vue du Phare De Kribi sur l’océan Atlantique, perché sur une colline et une attraction. plusieurs hôtels jouxtent le phare.

## Note et référence
1. ↑  (en-US) Kribi Life, « Découvrez la Majesté de "Le Phare De Kribi" : Un Trésor Caché au Cœur de Kribi », sur Visit Kribi, 16 novembre 2023 (consulté le 7 avril 2024)